# Cantón de Villé
El cantón de Villé era una división administrativa francesa, que estaba situada en el departamento de Bajo Rin y la región de Alsacia.

## Composición
El cantón estaba formado por dieciocho comunas:
- Albé
- Bassemberg
- Breitenau
- Breitenbach
- Dieffenbach-au-Val
- Fouchy
- Lalaye
- Maisonsgoutte
- Neubois
- Neuve-Église
- Saint-Martin
- Saint-Maurice
- Saint-Pierre-Bois
- Steige
- Thanvillé
- Triembach-au-Val
- Urbeis
- Villé

## Supresión del cantón de Villé
En aplicación del Decreto n.º 2014-185 de 18 de febrero de 2014, el cantón de Villé fue suprimido el 22 de marzo de 2015 y sus 18 comunas pasaron a formar parte del nuevo cantón de Mutzing.